# Sebastián Romero Radigales

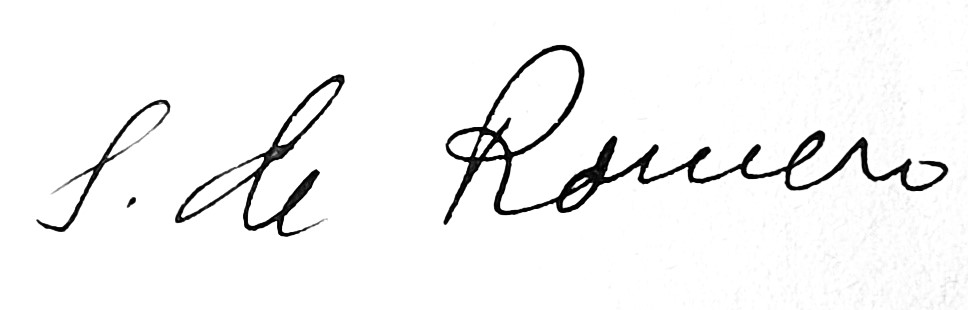
Unterschrift von Romero Radigales

Sebastián Romero Radigales (* 20. Januar 1884 in Graus, Provinz Huesca; † 31. Juli 1970 in Madrid) war ein spanischer Diplomat, der während des Zweiten Weltkriegs Juden rettete und posthum als Gerechter unter den Völkern ausgezeichnet wurde.

## Leben
Sebastián Romero Radigales wurde 1884 als dritter Sohn von Ellena Radigales und des Senators Evaristo de Romero in Graus geboren. Nach seiner Schulausbildung studierte er Rechtswissenschaften und trat 1917 in den diplomatischen Dienst ein.

### Frühe Karriere
Parallel zu seiner diplomatischen Tätigkeit war er 1920 Autor eines Buchs über Werte in der spanischen Kunst (Valores españoles : El Quijote, Calderón, El Greco, Velázquez, Goya) sowie 1939 eines kritischen Buchs zum baskischen Separatismus (El separatismo vasco). Eine weitere begonnene Arbeit (Barbarie marxista en España) gelangte nicht zur Publikation.
1928 heiratet er Elena Cutavá Anino, die griechische Eltern hatte und in Rumänien geboren worden war. Die Ehe blieb kinderlos; sie adoptierten ein Mädchen aus der Familie seiner Ehefrau.
Bis 1929 wirkte Romero Radigales als Vizekonsul bzw. Zweiter Konsul zuerst in Larache (Marokko), dann in Tanger, New York, Santiago de Cuba, Belgrad, Galatz (Rumänien), Göteborg und Stockholm. Zum Ersten Konsul wurde er vom spanischen Staatspräsidenten Niceto Alcalá-Zamora befördert und in die USA entsandt, und zwar zuerst nach San Francisco und dann bis 1936 nach Chicago. Seine Beglaubigungsurkunde erhielt er vom amerikanischen Präsidenten Franklin D. Roosevelt.
Bei Ausbruch des Spanischen Bürgerkrieges befand sich Romero Radigales in Athen. Sogleich demissionierte er bei der republikanischen Regierung und schloss sich den Aufständischen unter General Francisco Franco an. Für diese wurde er als Agent in Griechenland tätig. Er leistete Spionagedienste und konnte zahlreiche griechische Ex-Minister und Universitätsprofessoren dazu bewegen, ein Manifest zugunsten des nationalspanischen Lagers zu unterzeichnen.

### Rettung von Juden
Bei Ausbruch des Zweiten Weltkriegs befand sich Romero Radigales als spanischer Geschäftsträger für Bulgarien in Sofia. Als dort die Ausweisung von ausländischen Juden beschlossen wurde, machte der gläubige Katholik Vorstöße, damit die Sepharden, welche die spanische Staatsangehörigkeit besaßen oder Anspruch auf diese erheben konnten, davon ausgenommen würden.
Nach einer kurzen Zwischenphase in Madrid wurde Sebastián Romero Radigales im deutschbesetzten Griechenland Generalkonsul von Athen und Thessaloniki. Er löste den Diplomaten Eduardo Gasset ab.
Sein Amtsvorgänger war vom deutschen Gesandten in Athen, Günther Altenburg, informiert worden, dass auch die sephardischen Juden spanischer Staatsangehörigkeit aus Saloniki deportiert würden, wenn Spanien sie nicht repatriiere. Gasset antwortete, dass er diesbezüglich keine Instruktionen aus Madrid habe und dass man jede Maßnahme gegen die spanischen Juden als unfreundlichen Akt gegenüber Spanien interpretieren werde.
Als Romero Radigales Mitte April 1943 seine neue Stelle antrat, unternahm er sogleich alles, um die Rechte der spanischen Juden zu schützen und ihr Wohlergehen sicherzustellen, obwohl er diesbezüglich keine konkreten Instruktionen aus Madrid erhalten hatte. Günther Altenburg, der Bevollmächtigte des Reichs für Griechenland, beschwerte sich deswegen bei seinem Ministerium über Romero Radigales und bat um Erlaubnis, die spanischen Sepharden aus Saloniki auch ohne Zustimmung des spanischen Generalkonsuls deportieren zu dürfen. Derweil zogen sich die Diskussionen zwischen Madrid und Berlin in die Länge, da man sich über die Repatriierungsroute, die Übernahme der entsprechenden Kosten und andere technische Fragen nicht einigen konnte. Romero Radigales machte den Vorschlag, die spanischen Juden mit schwedischen Schiffen zu transportieren und nahm entsprechende Verhandlungen mit dem schwedischen Botschafter auf. Das wurde von Deutschland abgelehnt, und auch aus Madrid erhielt Romero Radigales kein grünes Licht für die Überführung der Sepharden auf dem Seeweg. Das hielt ihn jedoch nicht davon ab, weiterhin nach einer Lösung zu suchen und mit Italien über Transportmöglichkeiten zu verhandeln. Darauf warnte ihn Altenburg davor, die eine Achsenmacht gegen die andere auszuspielen. Dennoch gelang es dem spanischen Diplomaten, 150 spanische Juden in einem italienischen Militärzug unterzubringen, wodurch sie in Sicherheit gelangen konnten. In der Folge wurden am 2. August 367 spanische Juden aus Saloniki ins KZ Bergen-Belsen deportiert. Dies war der letzte Schritt bei der Zerstörung der einst florierenden sephardischen Kultur von Saloniki. Die Deportierten kamen in das „Neutralenlager“ von Bergen-Belsen, wo bessere Bedingungen herrschten als im übrigen KZ.
Romero Radigales setzte sich weiterhin für sie ein und drängte seine Vorgesetzten in Madrid, von Deutschland deren Freilassung zu verlangen. Diese Bemühungen, die vom spanischen Botschafter in Berlin, Ginés Vidal y Saura, unterstützt wurden, waren letztlich erfolgreich: Im Februar 1944 konnten die spanischen Juden das KZ Bergen-Belsen verlassen und nach Spanien ausreisen.
Anfang 1944 wiederholten sich die Vorgänge in Athen, das auch unter deutscher Besatzung stand. Dort lebten 200 Juden spanischer Abkunft, von denen 155 im März 1944 verhaftet wurden. Erneut drängte Radigales auf großzügige Anerkennung der Staatsangehörigkeit und – vorerst vergeblich – auf rasche Repatriierung. Die spanischen Sepharden wurden vorerst in das KZ Chaidari deportiert. Romero Radigales besuchte sie dort und brachte ihnen mit einem Lastwagen auch Lebensmittel. Während der spanische Außenminister Gómez-Jordana eine zögerliche Haltung einnahm, wurde Romero Radigales' Position von Nicolás Franco, dem Bruder des Generalissimus, unterstützt. Er war Botschafter in Portugal und war über die Situation der Sepharden aus Athen informiert worden und forderte, dass man deren Ausreise organisiere. Durch das Kriegsgeschehen war der Transport durch Frankreich aber nicht mehr möglich. Der neue spanische Außenminister, José Félix de Lequercia, schlug dann, einen Rat der USA aufnehmend, den Deutschen vor, die verhafteten Juden aus Athen, die in der Zwischenzeit in das KZ Bergen-Belsen überführt worden waren, über die Schweiz ausreisen zu lassen. Das wurde aber abgelehnt. Als sich die Alliierten dem KZ näherten, wurden auch die 155 spanischen Juden in einem Zug abtransportiert. Dieser wurde am 13. April 1945 von US-Truppen gestoppt, und die Gefangenen wurden befreit.
Zwischen Juli und September 1944 unterstütze Romero Radigales 80 spanische und griechische Juden, die sich der Deportation hatten entziehen können und untergetaucht waren. Zudem konnte er den deutschen Militärbehörden zwei Zugeständnisse abringen, einerseits die Freilassung von sechs spanischen Juden aus dem KZ Chaidari, andererseits die Anerkennung eines ehemaligen Hotels in der Nähe der spanischen Legation als extraterritoriales Gebäude, in welchem er mehrere Juden sicher unterbringen konnte. Auch nach dem Abzug der deutschen Besatzungsmacht unterstützte der spanische Konsul die spanischstämmigen Juden in Griechenland, die infolge der ausgebrochenen inneren Unruhen und Kämpfe Hunger litten. So erreichte er, dass die Briten ihm eine bestimmte Menge Nahrungsmittel überließen, die er an bedürftige Juden abgeben konnte.

### Nach Kriegsende
Romero Radigales blieb bis zum Ende seiner Karriere diplomatischer Repräsentant Spaniens in Griechenland. 1953 wurde die Legation in eine Botschaft aufgewertet und Sebastián Romero Radigales erhielt entsprechend den Rang eines Botschafters. Im Jahr 1954 zog er sich im Alter von 70 Jahren aus dem diplomatischen Dienst zurück. Er lebte im Haus der Familie, der "Villa Elena", in Graus und verstarb 1970 nach kurzer Krankheit in Madrid.

## Auszeichnungen
- Am 21. Mai 1951 wurde Sebastián Romero Radigales vom Präsidenten des griechischen Roten Kreuzes für seine Verdienste um die Nation während der deutschen Besatzungszeit ausgezeichnet.
- Am 18. Juli 1954 wurde er mit der Gran Cruz de la Orden del Mérito Civil in Spanien ausgezeichnet.

### Posthum
Sebastián Romero Radigales wurde 2014 posthum als Gerechter unter den Völkern geehrt. Er ist einer von neun Spaniern, die diese Auszeichnung und einen Ehrenplatz in Yad Vashem als nichtjüdische Einzelpersonen erhalten haben.
Im griechischen Kurzfilm von Edward Serotta Ein Buchladen in sechs Kapiteln wird seine Rettungsaktion am Beispiel einer Aktion in seiner Privatwohnung beschrieben.